# Jürgen Metkemeyer
Jürgen Metkemeyer (* 27. August 1955 in Dortmund) ist ein deutscher Journalist.
Metkemeyer war seit 1984 DDR-Korrespondent der Nachrichtenagentur ap (Associated Press) in Berlin, bevor er 1990 zur Frankfurter Rundschau kam. Hier war er zunächst stellvertretender Leiter der Nachrichtenredaktion und ab 1999 Chef vom Dienst. Von 2002 bis 2005 war er gemeinsam mit Stephan Hebel stellvertretender Chefredakteur der Frankfurter Rundschau unter der Chefredaktion von Wolfgang Storz. Dort war er vor allem für Personal, Finanzen und Organisation verantwortlich. Vom 1. Juli 2005 bis zum 30. Oktober 2009 war Jürgen Metkemeyer Chefredakteur der Pforzheimer Zeitung.
Inzwischen ist Metkemeyer Manager für das Neue Schloss in Baden-Baden. Er ist Pressesprecher der Al-Hassawi Gruppe, die aus dem Schloss ein Luxushotel machen will.